# スライド (写真)

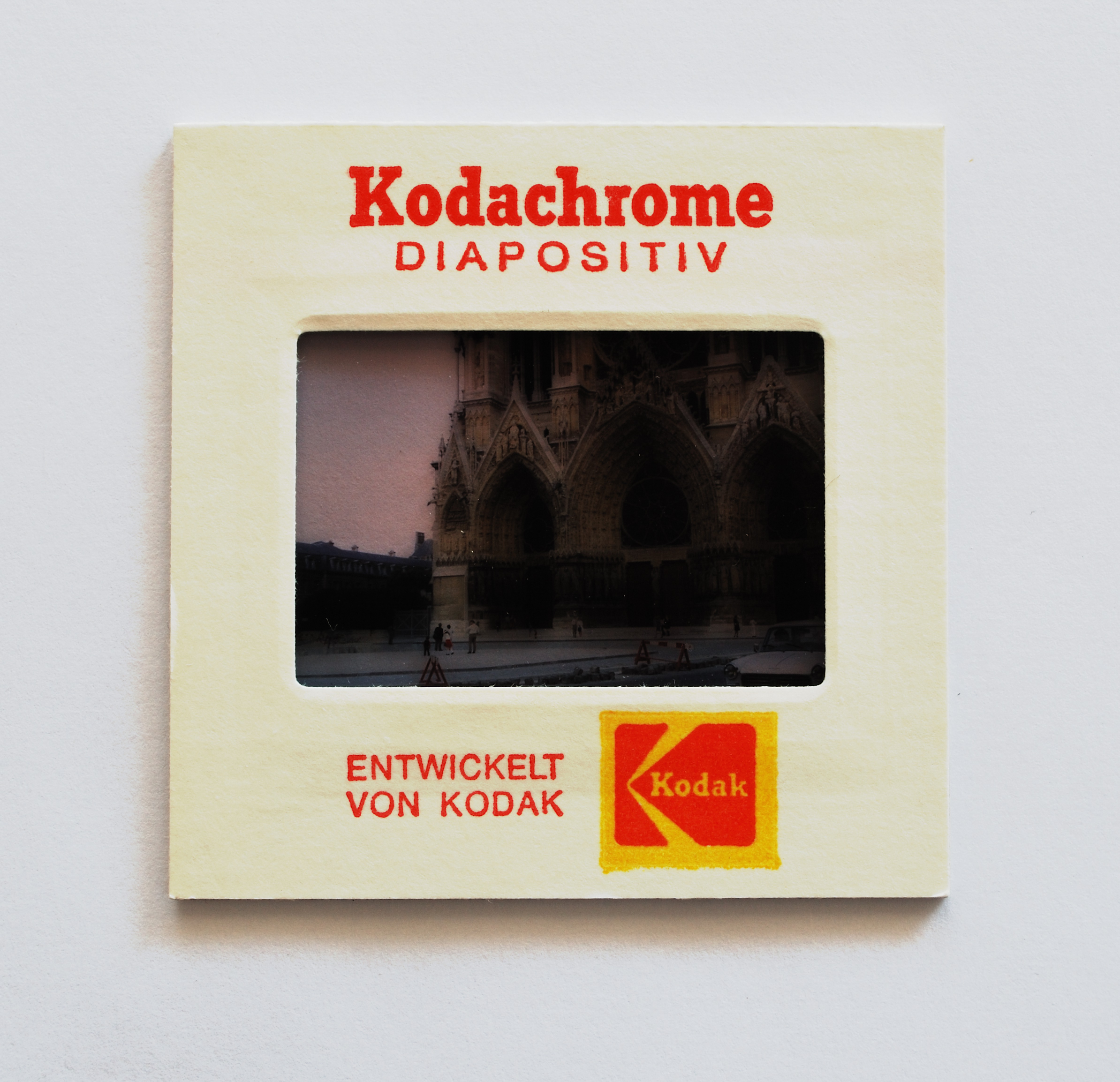
コダックのカラースライドフィルムと紙製マウント。

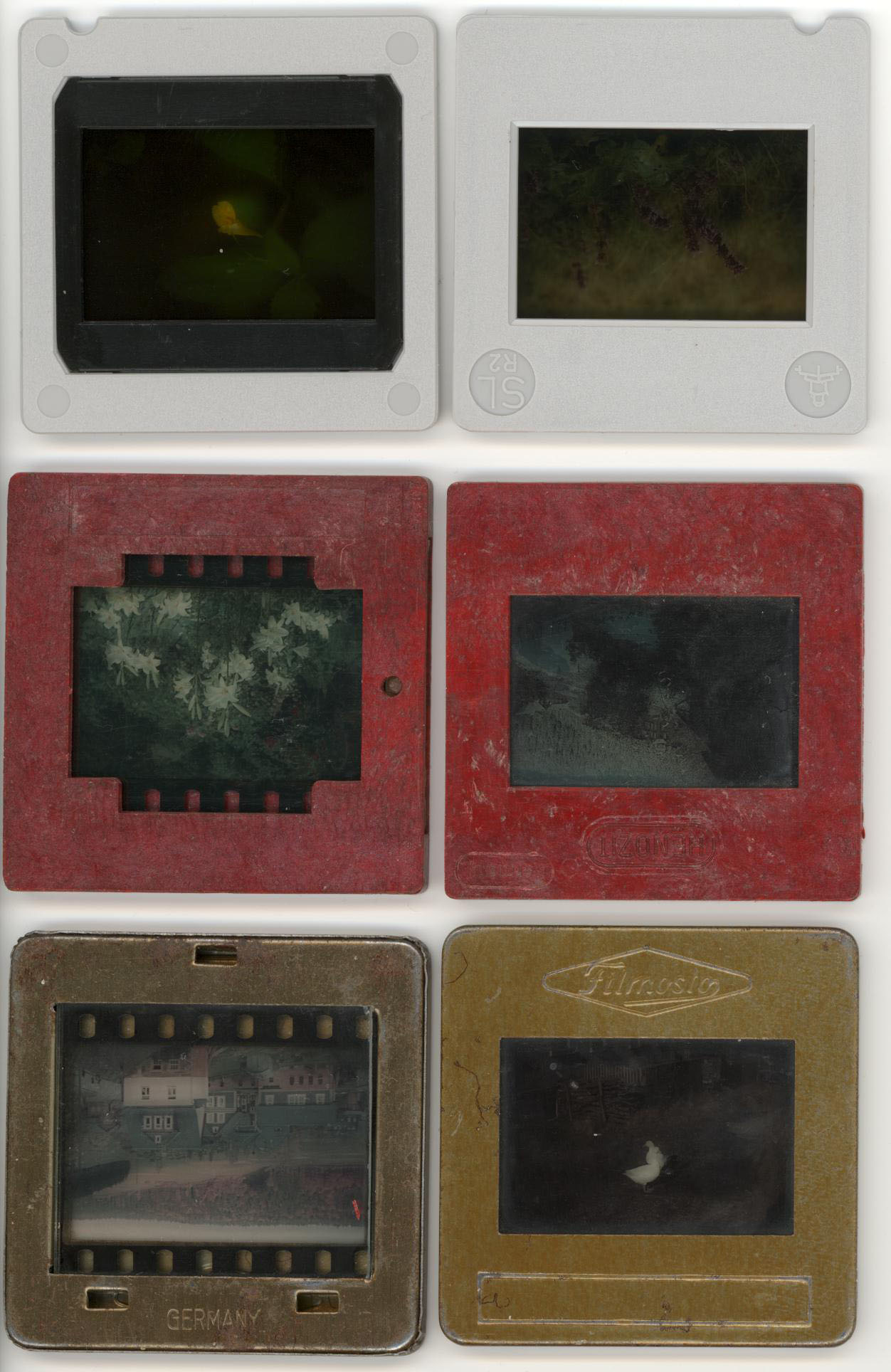
マウントには金属製、プラスティック製もある。

スライド（英語: slide）は、ポジティヴフィルム（陽画フィルム、つまり現像済みのリバーサルフィルム）を映写機に充填し、スクリーンに向けて拡大像を投影すること、またはポジティヴフィルム（英語: positive film, ポジフィルム）そのものを指す語である。ポジフィルムを指す場合、プラスティックまたは紙製、金属製の枠（マウント）に収まった透過原稿を指す。
スライド用の映写機をスライド映写機（スライドプロジェクタ）、幻灯機とも呼ぶ。

## 略歴・概要
スライドは20世紀末頃に他のプロジェクタに取って代わられ、映像原稿としての役割をほぼ終えたが、パーソナルコンピュータなどでは静止画を順送りに表示して行くことや専用のユーティリティソフトウェアのことをスライドショーと呼ぶ。

## フィルム
ネガのネガによりスライド用のポジフィルムを作ることもあるが、一般的な方法としては、リバーサルフィルムで撮影してリバーサル現像（E-6現像等）を行い、スライド用のポジフィルムを作る。